# Rudolfstetten-Friedlisberg
Rudolfstetten is een gemeente en plaats in het Zwitserse kanton Aargau en maakt deel uit van het district Bremgarten.
Rudolfstetten-Friedlisberg telt 4.451 inwoners.